# Casas de Paredes
Las llamadas Casas de Paredes de La Coruña son unas singulares construcciones realizadas a partir del año 1778, dentro del estilo neoclásico que diversos ingenieros militares de varias procedencias estaban llevando a cabo en el norte de Galicia, sobre todo en la ciudad del Ferrol. Deben su nombre al capitán general García de Paredes, gran promotor del proyecto. 

## Contexto artístico
A pesar de que el estilo neoclásico fue desarrollado en Galicia (de manera bastante prematura) inicialmente en Santiago por el arquitecto Domingo Antonio Lois Montegudo (creador de la Puerta de la Azabachería y la Capilla de la Comunión de la catedral compostelana) y del Palacio de Bóveda en la Tierra de Lemos), realmente comenzó a extenderse y a alcanzar cierto privilegio en el país gracias a un grupo de ingenieros pertenecientes al cuerpo militar que se encontraban en Galicia por petición de las empresas reformistas borbónicas, es decir, la construcción de fortificaciones, redes viarias o el arsenal de Ferrol. Estos ingenieros tenían una destacable formación técnica y una marcada estética racionalista. Además de las construcciones de carácter técnico-militar, también realizaron otras construcciones singulares, civiles y religiosas, durante su estancia en tierras gallegas. Dos de los más destacados ingenieros pertenecientes a este grupos son el francés Carlos Lemaur (quien elaboró los planos del Palacio de Rajoy de Santiago de Compostela) y el conquense Julián Sánchez Bort (diseñador de la nueva fachada de la catedral de Lugo y constructor de la concatedral de San Julián en Ferrol)

## El proyecto de las Casas
La construcción de las casas de Paredes comenzó en el año 1778. El principal objetivo del plan de construcción, que no llegó a realizarse en su totalidad, era embellecer la vista de la ciudad desde el mar. El plan inicial pretendía recorrer toda la fachada atlántica de Marineda, es decir, el tramo comprendido entre el Cantón Grande y la Puerta Real, dejando la ya construida Casa da Aduanas (actualmente sede de la subdelegación del Gobierno en la provincia) como elemento central. Sin embargo, debido a la falta de presupuestos e incluso habiéndose dispuesto ya de todos los terrenos, la obra nunca llegó a ser concluida (destacando el vacío formado por la plazuela del callejón de la Estacada (calello o ruela da Estacada). Fue uno de los proyectos más singulares llevados a cabo en la ciudad de La Coruña durante el período de la Ilustración. Fueron varios los arquitectos, ingenieros, albañiles y canteros los que participaron en el proyecto. El diseño de la fachada corrió a acargo de Pedro Martín Cermeño, nacido en Melilla y conocido por proyectar la Catedral Nueva de Lérida y la Iglesia de San Miguel del Puerto en el barrio barcelonés de la Barceloneta. 
Las construcciones muestran una concepción filoilustrada, vinculada a la arquitectura francesa del momento, concretamente a la portuaria. Sobre los bajos porticadaos, en el primer piso destacan los balcones corridos, en los que se abren ventanas decoradas con motivos triangulares. En el segundo piso, se repiten las mismas filas de ventanas, en este caso solo con unas molduras como decorado. Se tratan de fachadas muy académicas, en las que destacan los pórticos, los balcones y la cubierta.
Fue uno de los primeros experimentos urbanísticos modernos de la ciudad de La Coruña y de Galicia en general, y buscaba, bajo los ideales ilustrados, dotar de salubridad al barrio de la Pescadería, además de renovar el aspecto de la ciudad, que comenzaba a ganar más importancia a nivel comercial.
- Datos: Q18327586
- Multimedia: Casa Paredes / Q18327586